# كيرستون وارينج
كيرستون وارينج (بالإنجليزية: Kierston Wareing)‏ مواليد 7 يناير 1976 في إسكس، إنجلترا، هو ممثل إنجليزي بدأ مسيرته الفنية عام 2007.

## الأعمال
- المزدوج

## وصلات خارجية
- كيرستون وارينج على موقع IMDb (الإنجليزية)
- كيرستون وارينج على موقع قاعدة بيانات الأفلام العربية
- كيرستون وارينج على موقع ألو سيني (الفرنسية)
- كيرستون وارينج على موقع أول موفي (الإنجليزية)
- كيرستون وارينج على موقع قاعدة بيانات الأفلام السويدية (السويدية)
- كيرستون وارينج على موقع قاعدة بيانات الفيلم (الإنجليزية)
- كيرستون وارينج على موقع كينوبويسك (الروسية)